# Maeda Tsunanori
Maeda Tsunanori est un nom japonais traditionnel ; le nom de famille (ou le nom d'école), Maeda, précède donc le prénom (ou le nom d'artiste).
Maeda Tsunanori (前田 綱紀, 26 décembre 1643-29 juin 1724) est un daimyo du début de l'époque d'Edo qui dirige le domaine de Kaga.